# Cidariophanes triquetra
Cidariophanes triquetra là một loài bướm đêm trong họ Geometridae.